# Ghiacciaio Thurston
Il ghiacciaio Thurston (in inglese Thurston Glacier) è un ghiacciaio lungo circa 28 km situato sulla costa di Bakutis, nella parte orientale della Terra di Marie Byrd, in Antartide. Il ghiacciaio, il cui punto più alto si trova ad oltre 400 m s.l.m., fluisce dapprima verso est e poi in direzione est-nord-est, scorrendo lungo il versante settentrionale dell'isola Siple.

## Storia
Il ghiacciaio Thurston è stato mappato dallo United States Geological Survey grazie a ricognizioni terrestri dello stesso USGS e a fotografie aeree scattate dalla marina militare statunitense nel periodo 1959-65; esso è stato poi così battezzato dal Comitato consultivo dei nomi antartici in onore del meteorologo Thomas R. Thurston, membro della squadra del Programma Antartico degli Stati Uniti d'America di stanza alla stazione Byrd nel 1965.